# Revolver M1873
De Revolver M1873 (ook wel Bergansius revolver of Revolver M73) is een double action revolver die ontworpen werd door  kapitein der artillerie J.J. Bergansius.

## Geschiedenis
Tot het jaar 1873 was de Nederlandse landmacht met een grote hoeveelheid verschillende wapens bewapend. Voornamelijk oude M1815 en de M1820 vuursteenpistolen met gladde loop zonder trekken en velden en een kaliber van 17,1 mm, waarvan het vuursteenslot was vervangen door een moderner percussieslot.

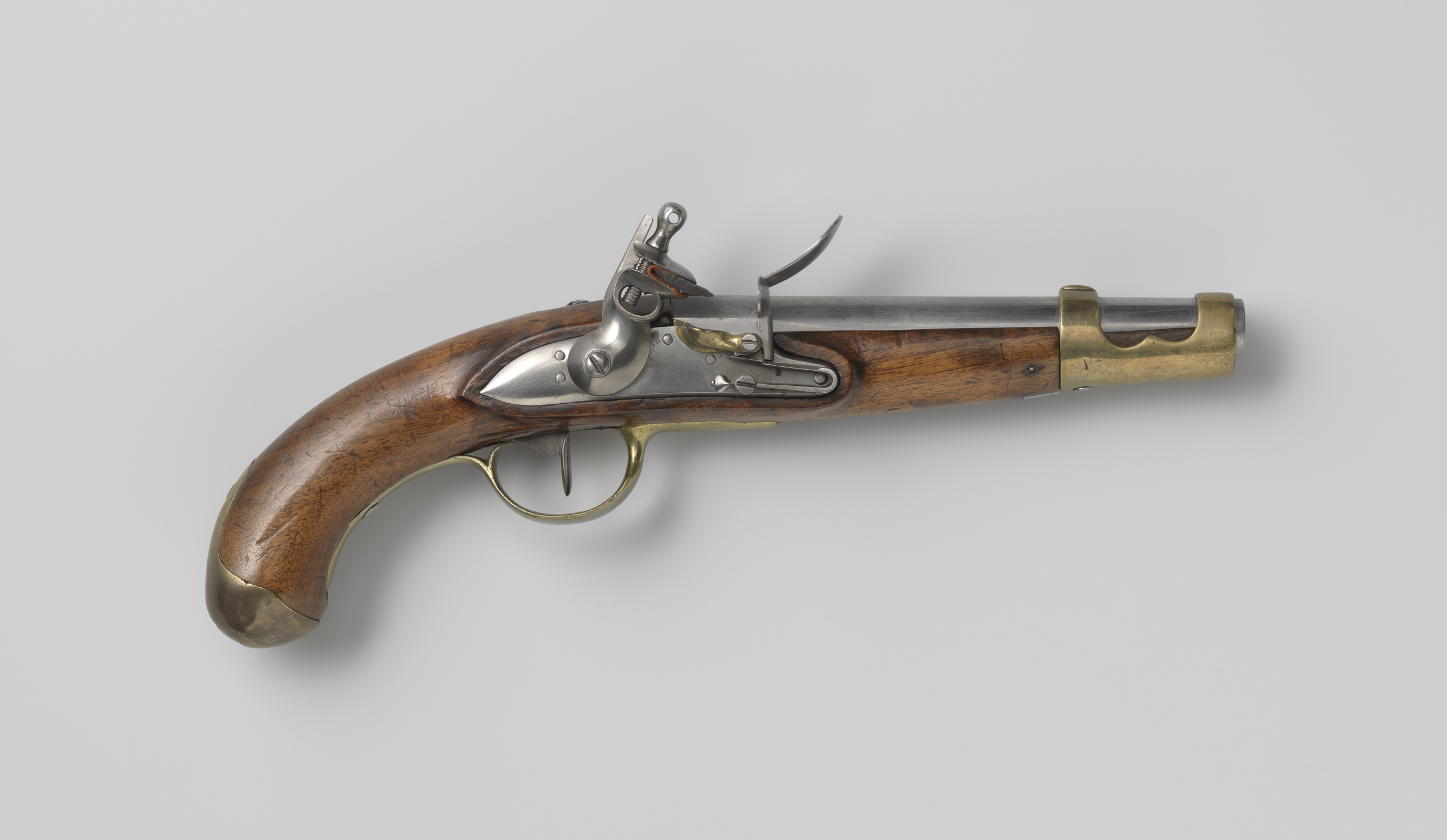
Vuursteenpistool M1815
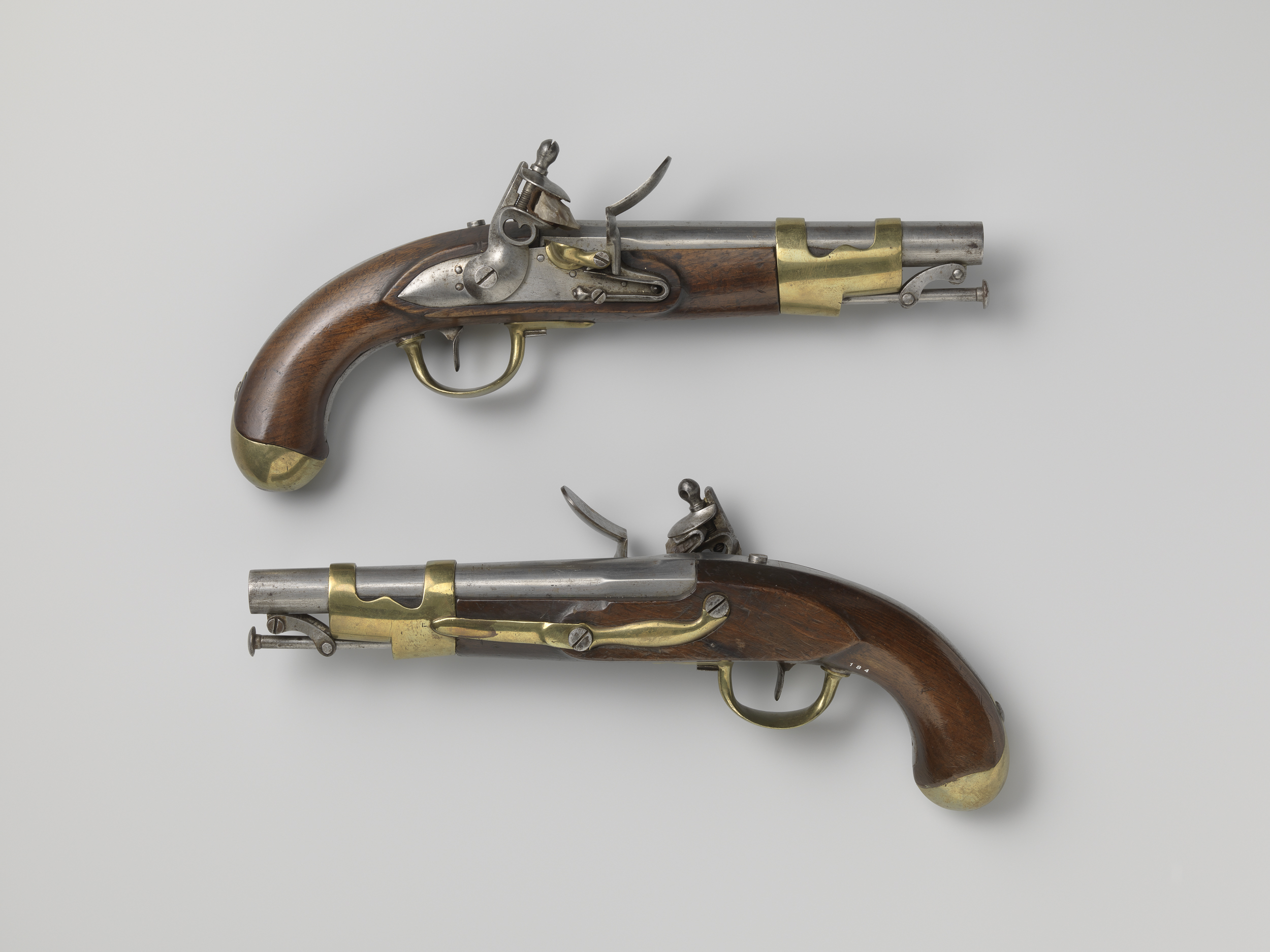
Vuursteenpistool M1820
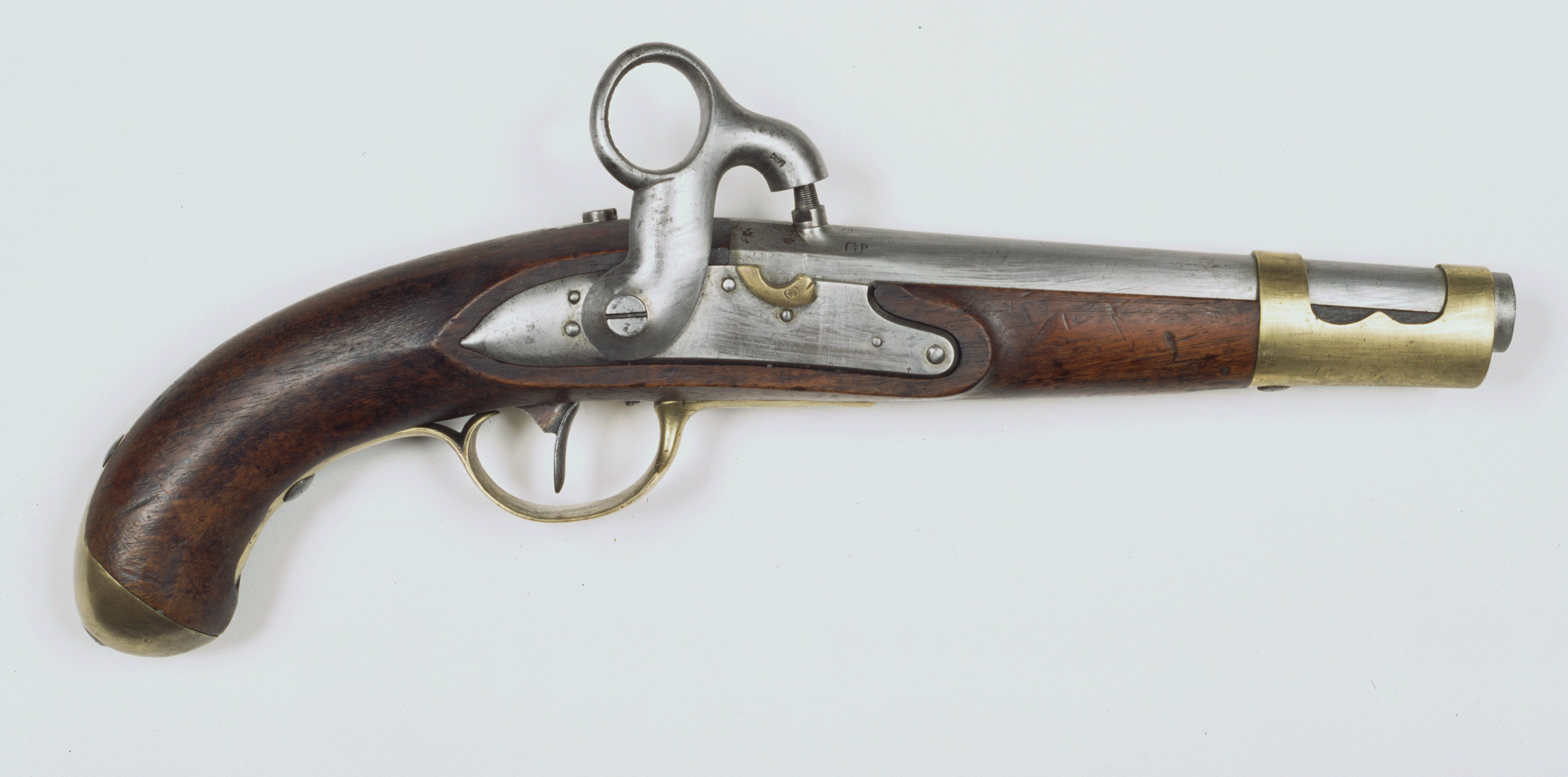
Percussiepistool M1815
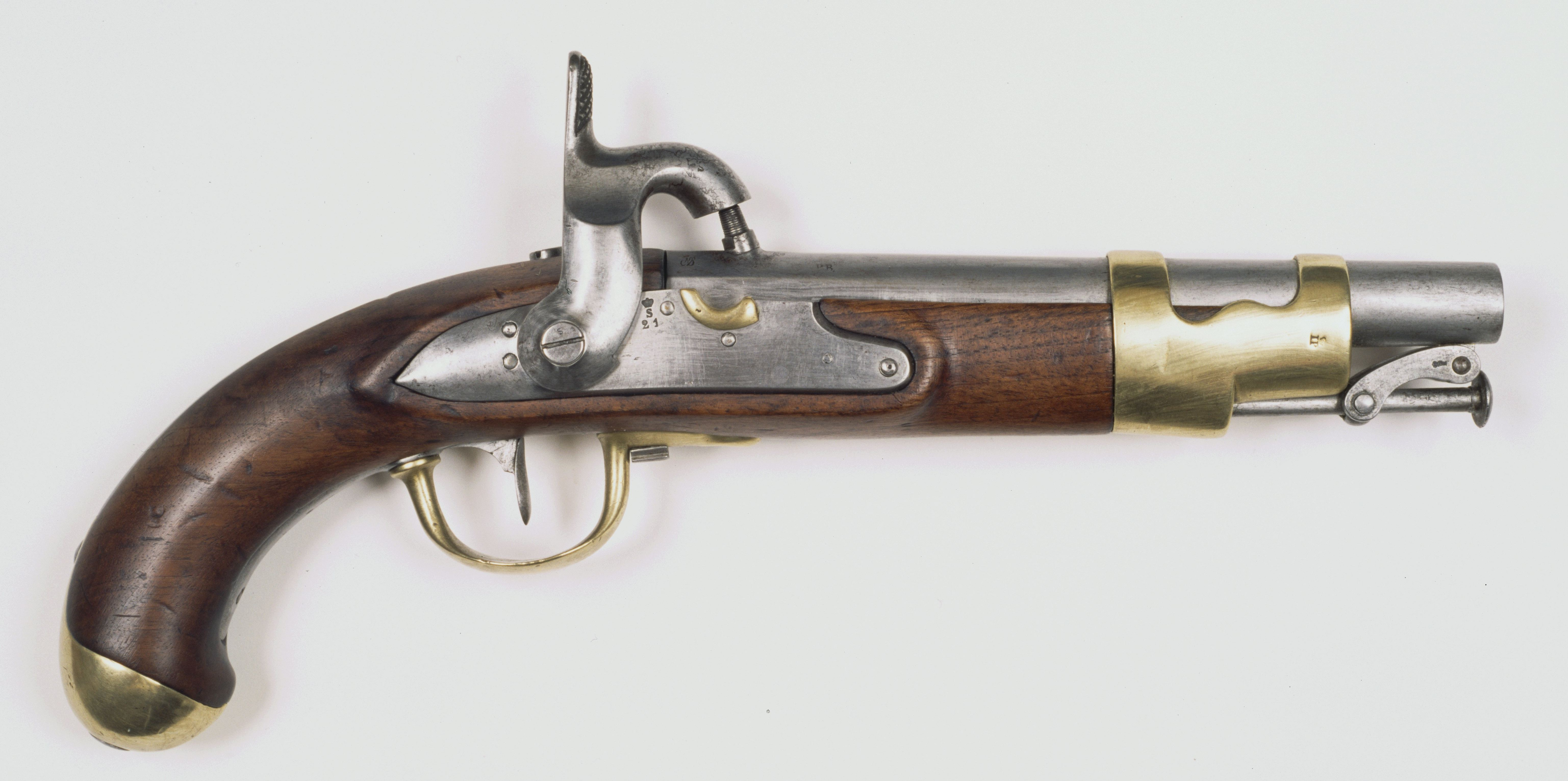
Percussiepistool M1820

Bij de Marine beschikte men al sinds eind jaren 1850 over een revolver. Het was een percussiewapen, met een kaliber van 11,2 mm en in licentie vervaardigd door de firma Auguste Francotte & Cie in Luik. Bij de marine heette dit wapen Beaumont-Adams revolver, model 1856.  In 1869 werd dit type gemoderniseerd volgens een ontwerp van Jacob Hendrik van Wely (1843-1917), een officier van het Korps Mariniers die zitting had in verschillende wapencommissies. Na de modernisering was het wapen geschikt voor eenheidspatronen en omdat het een achterlader was werd het “Revolverpistool A” genoemd. Dit model werd tot ca. 1900 gebruikt.

## Ontwerp

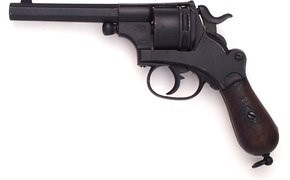
Revolver model 1873 OM linkerzijaanzicht

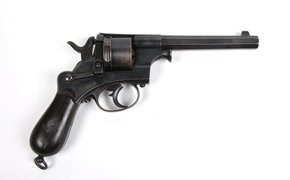
Revolver model 1873 OM rechterzijaanzicht

Kapitein der artillerie J.J. Bergansius, was hoofd van de Maastrichtse wapenkeuringscommissie en had veel tijd doorgebracht bij de Nederlandse en ook bij de Belgische (Luikse) wapenindustrie. In 1869 publiceerde hij de “Handleiding tot de kennis en inrichting en het gebruik van revolverpistolen”. Hierin stond een ontwerp voor een ‘snelvuur oorlogsrevolver’. Op basis van dat ontwerp werden een aantal prototypes gemaakt die door Bergansius ter beoordeling aan de Minister van Oorlog werden aangeboden.
Waarschijnlijk was Bergansius’ jongere broer Johannes Willem, ook officier der artillerie en in die periode werkzaam bij de Pyrotechnische Werkplaats in Delft, ook bij het ontwerp betrokken.
Enige jaren na het verschijnen van zijn boek paste Bergansius zijn ontwerp aan en maakte daarmee het wapen geschikt voor eenheidrandpatronen met een kaliber van 9,4 mm. Het model werd in 1873 ingevoerd door de Nederlandse Krijgsmacht. De naam werd volgens de gebruikelijke regels naar het jaar van invoering genoemd : Model 1873 of M73.
Bergansius’ ontwerp maakte gebruik van een in juli 1862 in België gepatenteerde uitvinding van J. Chamelot en H.J. Delville voor een ‘double action’ revolver met centraalvuring.
Het wapen kan, net zoals het “Revolverpistool A” van Van Wely, aan de achterzijde worden geladen. Maar waar het “Revolverpistool A” van Van Wely een vaste cilinder met laadpoort heeft, kan de cilinder van Bergansius’ wapen opzij geklapt worden waardoor de hulzen uitgenomen en de nieuwe patronen geladen kunnen worden. Om te herladen moeten eerst de lege hulzen één-voor-één vanaf de voorzijde met een pompstok of schroevendraaier uit de kamers gedrukt worden. Dit duurde erg lang, en daarom werd het wapen gekscherend wel “revolver met zes schoten en een lange worp” genoemd: na het zesde schot zou je het beter naar de vijand kunnen gooien dan het te herladen.

## Productie
Het wapen werd geproduceerd door verschillende Nederlandse wapenfabrikanten.
De eerste 750 exemplaren werden in augustus 1873 besteld bij de firma P. Stevens te Maastricht. Ze kostten ƒ 26,50 per stuk (ongeveer $ 289,27 of € 247,82 in 2021) exclusief schroevendraaier (deze kostte ƒ 0,20 per stuk (ongeveer $ 2,18 of € 1,87 in 2021)) en werden geleverd aan de huzaren en de Koninklijke Marechaussee.. In totaal maakte de firma P. Stevens in de periode 1873-1877 zo’n 3500 revolvers. De firma Stevens werd in 1879 overgenomen door de fa. E. de Beaumont , die daarna ook de revolvers produceerde. Ook werden ze geproduceerd door de firma J.F.J. Bär uit Delft.
Rond 1900 werden ze ook gemaakt door de Artillerie Inrichtingen in de Werkplaats Draagbare Wapens te Delft en later ook in de Werkplaats Draagbare Wapens aan de Hembrug. De onderdelen van de bij de A.I. vervaardigde wapens werden elders aangekocht, en moesten nabewerkt (‘pas gemaakt’) en daarna geassembleerd worden.
In 1875 introduceerde het Koninklijk Nederlandsch-Indisch Leger (KNIL) de revolver M.1973, maar onder de naam  Model 1875. Ongeveer 1.300 werden geleverd aan het KNIL en werden voornamelijk gebruikt door cavalerie.
Er werden in totaal zo’n 13.000 revolvers M1873 (OM) gemaakt.

## Varianten

### M1873 NM

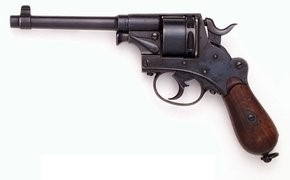
Revolver model 1873 NM linkerzijaanzicht

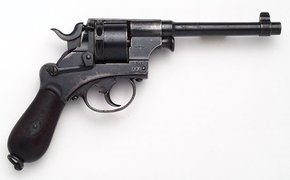
Revolver model 1873 NM rechterzijaanzicht

In 1907 gaf de Minister van Oorlog aan majoor der artillerie M.J.A. Masthoff (1858-1940), hoofd van de (Werkplaats Draagbare Wapens (W.D.W) in Delft van de Artillerie Inrichtingen, opdracht om complete revolvers van het bestaande model bij de verschillende leveranciers aan te kopen. Masthoff stelde daarop voor, om de wapens in de eigen werkplaatsen aan te maken en een aantal wijzigingen aan het wapen door te voeren. Door deze aanpassingen zouden veel productiebewerkingen voortaan machinaal kunnen worden gedaan, wat de productietijd en -kosten zou verlagen. Opvallendste wijziging was een ronde loop in plaats van een zeskantige. Verder kregen de hamer, trekker en laadklep een andere vorm en kreeg het wapen een smallere trekkerbeugel. Het aangepaste model was 4,5 centimeter korter en ca. 100 gram lichter dan het oorspronkelijke model. Er werd een order geplaatst voor 4000 exemplaren van het nieuwe model, waarvan de eerste begin 1908 geleverd werden. In 1913 volgde een opdracht voor nog 2100 exemplaren.
Het oorspronkelijke wapen uit 1873 kreeg - om het te onderscheiden van de aangepaste versie - de toevoeging ‘OM’ (‘oud model’). De gewijzigde versie kreeg al snel de niet-officiële toevoeging ‘NM’ (‘nieuw model’).

### Traangasrevolver M1873

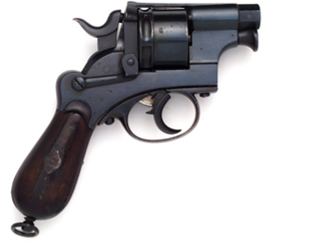
M1873 traangasrevolver

Na de Eerste Wereldoorlog moesten ook de Nederlandse troepen geoefend worden in de verdediging/bescherming tegen strijdgas. Daarvoor was een wapen nodig dat speciale traangaspatronen kon verschieten, die in de jaren 20 werden ontwikkeld bij de Artillerie Inrichtingen. Hiervoor werden M1873 legerrevolvers aangepast, die waren afgekeurd voor het verschieten van scherpe patronen. De aanpassingen bestonden uit het drastisch verkorten van de loop en het uitboren ervan tot een zeer korte gladde loop met een kaliber van 12,5 mm. Het voordeel van de zeer korte loop was dat het verschoten traangas een grote verspreiding naar alle kanten kreeg. De wapens werden gebruikt in speciale gasmasker-beproevingskamers. Daarnaast werden ze ook gebruikt door de Koninklijke Marechaussee voor het beteugelen van ongeregeldheden. Het gebruikte traangas was erg corrosief en tastte het metaal van de revolvers aan.

## Gebruik
Vóór mei 1940 zijn er slechts twee types revolvers (de Beaumont-Adams revolver en Revolver M1873) en twee types pistolen (M.25 No.1 (bij de KM "Pistool No.4") en M.25 No.2) ingevoerd als standaard wapens bij de Nederlandse Krijgsmacht, waarvan de revolver M1873 en beide types pistolen M.25 in mei 1940 daadwerkelijk gebruikt zijn voor oorlogsdoeleinden.
Bij de marine waren in die periode een ander type revolver (Revolverpistool A van Van Wely) en drie andere types pistolen (Luger parabellum ("Pistool No.1"), FN Browning M1903 ("Pistool No.2") en de Sauer & Sohn M1930 ("Pistool No.3"). in gebruik. Daarvan is alleen de FN Browning M1903 ("Pistool No.2") in mei 1940 daadwerkelijk gebruikt voor oorlogsdoeleinden (de Luger was niet meer in gebruik, en het zakpistool Sauer is in mei 1940 niet daadwerkelijk gebruikt voor oorlogsdoeleinden).
Hoewel de revolver M1873 in de jaren ‘20 werd vervangen waren er gedurende de mobilisatie 1939/1940 nog ca. 17.500 revolvers M1873 in gebruik bij het Nederlandse leger.
Na de bezetting van Nederland in 1940 werden veel wapens overgenomen door de Duitse Wehrmacht, en zowel het OM als het NM werden gebruikt als “Revolver 643(h)”, waarbij de (h) staat voor ‘Holländisch’, oftewel ‘Nederlands’.:p181, Kennblatt dd 1-6-1941

## Vervanging
Hoewel de revolver M1873 in de jaren ‘20 werd vervangen waren er gedurende de mobilisatie 1939/1940 nog ca. 17.500 revolvers M1873 in gebruik bij het Nederlandse leger.

### Koninklijke Landmacht
Vanaf 1925 werd het pistool FN Browning Model 1910 in kaliber 7,65 x 17 mm (.32 ACP) (153 mm en ca. ±0,59 kg) als "Pistool M.25" ingevoerd bij de Koninklijke Landmacht als vervanging van de revolver M.73.
Vanaf 1933 werd de FN Browning M1910 vervangen door de zwaardere FN Browning Model 1922 in kaliber 9 x 17 mm (.380 ACP) (178mm en ca. ±0,59 kg), die "Pistool M.25 No.2" genoemd werd. De 7,65 mm versie werd toen "Pistool M.25 No.1 ". Beide versies bleven tot mei 1940 in gebruik.

### Koninklijke Marine
Luger parabellum
De Koninklijke Marine koos als opvolger van de 6-schots 9,4 mm Bergansius M1873 revolver (285 mm (NM) en ca. ±1,2 kg) de 9 mm versie het zelfladende Luger parabellum pistool, en gaf dit de aanduiding "Pistool No.1". Hetzelfde wapen was in 1904 ook door de Duitse Keizerlijke Marine ingevoerd als ‘P04’ en werd in 1908 als ‘P08’ het standaard pistool werd voor de Duitse Keizerlijke Landmacht. Het KNIL schafte het wapen in 1911 ook aan als "Pistool M.11". Ook andere krijgsmachten gebruikten de Luger. Het wapen was korter en lichter (217 mm lang, ±0,9 kg zwaar) dan de oude revolver en had een magazijn waar 8 patronen in konden.
FN Browning M1903
In 1923 en in 1926 nam de marine 80 pistolen van het type 9mm FN Browning Model 1903  (203 mm en ca. ±0,9 kg) in gebruik als "Pistool No.2". Dit wapen had een magazijn waar 7 patronen in konden.
Sauer & Sohn M1930
Na de muiterij op de Zeven Provinciën in 1933 werd het noodzakelijk geacht dat officieren aan boord van oorlogsschepen wapens op de man zouden dragen. De in gebruik zijnde pistolen no.1 en no.2 waren te onhandig en te zwaar en daarom werd gekozen voor het kleine zakpistool J.P. Sauer & Sohn Model 1930. Het werd door de marine ingevoerd als "Pistool No.3". Het was een klein en eenvoudig te dragen wapen dat bijzonder praktisch was aan boord van de marineschepen.
FN Browning M1910
Nadat de productie van de Sauer M1930 gestopt was kocht de marine in 1936 enkele honderden FN Browning Model 1910 in kaliber 7,65 x 17 mm (153 mm en ca. ±0,59 kg). Deze kreeg bij de marine de aanduiding "Pistool No.4". Het was identiek aan het pistool dat als "Pistool M.25 No.1" bij de Koninklijke Landmacht de Bergansius M1973 revolver vervangen had.

### KNIL
In 1875 introduceerde het Koninklijk Nederlandsch-Indisch Leger (KNIL) de revolver M.1873, maar onder de naam  Model 1875. Ongeveer 1300 werden geleverd aan het KNIL en werden voornamelijk gebruikt door cavalerie. Zij vonden de revolver te zwaar en daarom werd om een nieuw, lichter en moderner wapen gevraagd..De M1875 revolvers werden vanaf 1894 vervangen door KNIL revolver M1891. De oude revolvers gingen naar de mariniers.